# أبو حرشة (الكامل والوافي)
أبو حرشة منطقة سكنية تقع في ولاية الكامل والوافي، التابعة لمحافظة جنوب الشرقية في سلطنة عمان. يقدر عدد سكانها بـ 6 نسمة حسب إحصاء عام 2010 التابع للمركز الوطني للإحصاء والمعلومات الحكومي. رمز المنطقة هو 80210070.

## الوصلات الخارجية
- المركز الوطني للإحصاء والمعلومات، سلطنة عمان